# Puy de Berzet
Pour les articles homonymes, voir Berzet.
Le puy de Berzet est un relief volcanique situé sur la commune de Saint-Genès-Champanelle, dans le Puy-de-Dôme (région Auvergne-Rhône-Alpes, France). Il culmine à 966 m.
Bien que situé sur le plateau cristallin et dans l'alignement de la chaîne des Puys, le puy de Berzet ne procède pas du même épisode magmatique. Il est en effet beaucoup plus ancien : environ 2,8 millions d'années contre moins de 100 000 ans.